# Pseudodistoma novaezelandiae
Pseudodistoma novaezelandiae is een zakpijpensoort uit de familie van de Pseudodistomidae. De wetenschappelijke naam van de soort is voor het eerst geldig gepubliceerd in 1950 door Brewin.